# Robert Aldrich
Robert Burgess Aldrich (Cranston, 9 augustus 1918 – Los Angeles, 5 december 1983) was een Amerikaans regisseur, scenarioschrijver en filmproducent.

## Levensloop
Aldrich was de zoon van journalist Edward B. Aldrich en Lora Lawson. Hij was tevens een kleinkind van senator Nelson W. Aldrich en zijn neef Nelson Rockefeller zou gouverneur worden van de staat New York en vicepresident van de Verenigde Staten. Aldrich ging economie studeren aan de Universiteit van Virginia. Hij onderbrak zijn studie in 1941 en ging aan de slag bij de filmmaatschappij RKO.
In de loop van de jaren '40 werkte hij als regieassistent voor Charlie Chaplin, Joseph Losey, Abraham Polonsky en Jean Renoir. In 1953 debuteerde hij als regisseur met de lange speelfilm Big Leaguer. In 1955 draaide hij met Kiss Me Deadly een klassieker in het genre van de film noir.
Zijn grootste commerciële successen had Aldrich in de jaren '60 met films als What Ever Happened to Baby Jane? (1962), The Dirty Dozen (1967) en The Killing of Sister George (1968). Door het succes van die films kon hij een eigen studio oprichten en gedurende jaren zijn eigen films financieren. Hij zag zich door een reeks financiële mislukkingen echter genoodzaakt om terug te keren naar Hollywood.
Aldrich stierf op 65-jarige leeftijd in Los Angeles aan nierfalen.

## Filmografie
- 1953: Big Leaguer
- 1954: Apache
- 1954: Vera Cruz
- 1955: Kiss Me Deadly
- 1955: The Big Knife
- 1956: Autumn Leaves
- 1956: Attack
- 1959: Ten Seconds to Hell
- 1959: The Angry Hills
- 1961: The Last Sunset
- 1962: Sodom and Gomorrah
- 1962: What Ever Happened to Baby Jane?
- 1963: 4 for Texas
- 1964: Hush... Hush, Sweet Charlotte
- 1965: The Flight of the Phoenix
- 1967: The Dirty Dozen
- 1968: The Legend of Lylah Clare
- 1968: The Killing of Sister George
- 1970: Too Late the Hero
- 1971: The Grissom Gang
- 1972: Ulzana's Raid
- 1973: Emperor of the North
- 1974: The Longest Yard
- 1975: Hustle
- 1977: Twilight's Last Gleaming
- 1977: The Choirboys
- 1979: The Frisco Kid
- 1981: ...All the Marbles